# Corriere della Sera

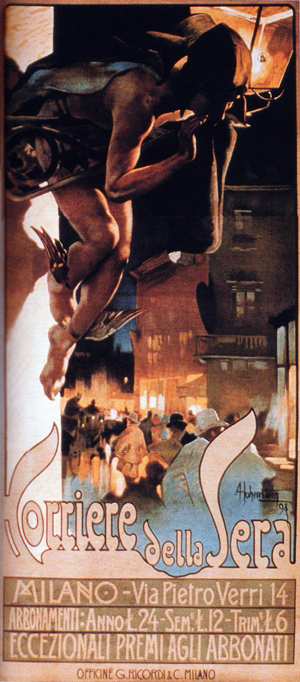
Affiche van Adolf Hohenstein, 1898

De Corriere della Sera is met een oplage van ca. 400.000 exemplaren een van de grootste kranten van Italië. De krant staat bekend om de hoge mate van professionaliteit en om de kritische en oplettende houding van haar journalisten. Een punt van kritiek is echter dat de krant zich beperkt tot het geven van de feiten, zonder een echte poging te doen om de diepere oorzaken die achter de problemen liggen te verklaren. Net als bij een aantal andere Italiaanse kranten ontbreekt het ook bij de Corriere della Sera vaak aan serieuze onderzoeksjournalistiek.

## Geschiedenis
De krant werd in 1876 in Milaan opgericht door Eugenio Torelli Viollier. Op zondag 5 maart 1876 kwam het eerste nummer uit. Dit besloeg 4 pagina’s en had een oplage van ongeveer 3.000 exemplaren.
In 1904 verhuisde de krant naar een historisch palazzo in de Via Solferino, waar de Corriere nu nog steeds gevestigd is. In datzelfde jaar was de oplage van de Corriere groter dan die van de concurrent, Il Secolo, die tot dan toe wel de grootste krant van Italië werd genoemd. Dit was een van de vele successen van Luigi Albertini, die van 1900 tot 1921 de leiding had over de krant. De Corriere della Sera genoot onder zijn leiding veel prestige en bekende schrijvers als Luigi Pirandello en Luigi Einaudi begonnen voor de culturele pagina te schrijven. Door de jaren heen zouden er nog vele grote namen uit de Italiaanse literatuur en journalistiek bijdragen aan de Corriere, zoals Pier Paolo Pasolini en Indro Montanelli. Onder Albertini werden ook voor het eerst foto’s in de krant geplaatst. Hij maakte van de Corriere della Sera de best verkochte krant van Italië. In de fascistische periode moest hij echter aftreden. Na hem volgden vele andere directeuren, zoals Piero Ottone, Franco di Bella en Ferruccio De Bortoli.
De Corriere della Sera kent door de jaren heen een aantal dieptepunten, zoals in 1973, toen Indro Montanelli besluit de krant te verlaten en zijn eigen krant op te richten, Il Giornale Nuovo.
In de jaren zeventig maakte de krant een ware crisis door. Ten eerste kreeg de Corriere in 1976 een zware concurrent in de vorm van de nieuwe krant La Repubblica. Vooral de jaren tachtig stonden in het teken van een voortdurende strijd tussen de twee kranten om de vraag wie zich de grootste algemene krant van Italië mocht noemen.
Daarnaast kampte de Corriere met grote economische problemen. De eigenares van de krant, Giulia Maria Crespi, kwam begin jaren zeventig in de problemen. Gianni Agnelli, president van Fiat en eigenaar van La Stampa, hielp haar door een belang van een derde in de krant te nemen. Veertien maanden later verkochten beiden hun belangen in de krant aan uitgeversmaatschappij Rizzoli, maar de financiële problemen werden daarna alleen maar groter. Aan het einde van de jaren zeventig kwam de Corriere onder invloed van Roberto Calvi, de president van de Banco Ambrosiano. Hij plaatste een aantal leden van de omstreden vrijmetselaarsloge P2 aan de top van de krant, zoals de directeur, Franco Di Bella. Toen dit bekend werd leek het gedaan met de krant; de geloofwaardigheid was zwaar aangetast. Na de dood van Calvi in 1982 werd de Rizzoli-Corrieregroep onder curatele geplaatst. Uiteindelijk wist Gianni Agnelli door een veelgeprezen sanering de krant binnen een paar jaar weer terug aan de top te brengen.
Eugenio Torelli Viollier maakte deel uit van de progressieve bourgeoisie die in de periode van de eenwording zo in opkomst was in Milaan. Traditioneel gezien wordt de Corriere dan ook beschouwd als de krant van de Lombardische gegoede burgerij. Dit is ook te danken aan Luigi Albertini. Hij maakte van de Corriere della Sera het orgaan van deze politieke klasse, door de politieke machthebbers te verdedigen en in de krant ruimte te geven aan kwesties die juist de bourgeoisie bezig hielden. Volgens sommigen heeft deze duidelijke politieke stellingname ertoe geleid dat de Corriere het nieuws niet altijd op objectieve en neutrale wijze heeft gebracht.